# Grenzebach (Schwalm)
Der Grenzebach ist ein etwa 13,3 km langer, rechtsseitiger bzw. nordöstlicher Zufluss der Schwalm im Osthessischen Bergland im nordhessischen Schwalm-Eder-Kreis und gehört zum Flusssystem und Einzugsgebiet der Weser.

## Verlauf und Einzugsgebiet
Der Grenzebach entspringt im Osthessischen Bergland im Knüllgebirge. Seine Quelle liegt im Hochknüll etwa 2,5 km nordöstlich des Neukirchener Stadtteils Seigertshausen, rund 2,1 km westnordwestlich des Knüllköpfchens (633,8 m ü. NN) bzw. zirka 500 m südlich des Bärbergs (554,2 m ü. NN) auf etwa 508 m ü. NN.
Anfangs fließt der Grenzebach, der überwiegend in Richtung Westsüdwesten verläuft, südwestwärts durch das Knüllgebirge, wobei er etwas unterhalb seines Ursprungs durch das Neukirchener Dorf Seigertshausen verläuft. Danach fließt er westwärts entlang der Landesstraße 3155 nach und durch das Frielendorfer Dorf Obergrenzebach, um dann südwestwärts entlang der Kreisstraße 126 zum und durch das Schwalmstädter Dorf Niedergrenzebach zu verlaufen. Zwischen Obergrenzebach und der Ruch-Mühle hat der Grenzebach einen steilen Prallhang in einem tertiären Lavastrom geschaffen. Darin befindet sich das Wichtelsloch, eine Höhle. Dabei handelt es sich ursprünglich um eine durch Zerrung entstandene Kluft in dem Lavastrom. Am Ortsausgang von Niedergrenzebach Richtung Schönborn ist das Tal des Grenzebachs schluchtartig ausgebildet. Dies ist auf die Durchquerung eines anderen tertiären Lavastroms zurückzuführen, der vom Kessel, östlich von Niedergrenzebach, Richtung Nordwesten geflossen ist. Hiernach ist der Bach unter anderem von der Bundesstraße 454 überbrückt.
Dann verläuft der Grenzebach unmittelbar südöstlich am Schwalmstädter Stadtteil Ziegenhain vorbei, um nach Kreuzen eines kleinen Kanals und nach Überwindung von etwa 298 m Höhenunterschied auf rund 210 m ü. NN auf der Hohwiese in den dort von Südosten kommenden und nach Südwesten abknickenden Eder-Zufluss Schwalm zu münden.
Das Einzugsgebiet des Grenzebachs umfasst 18,945 km².

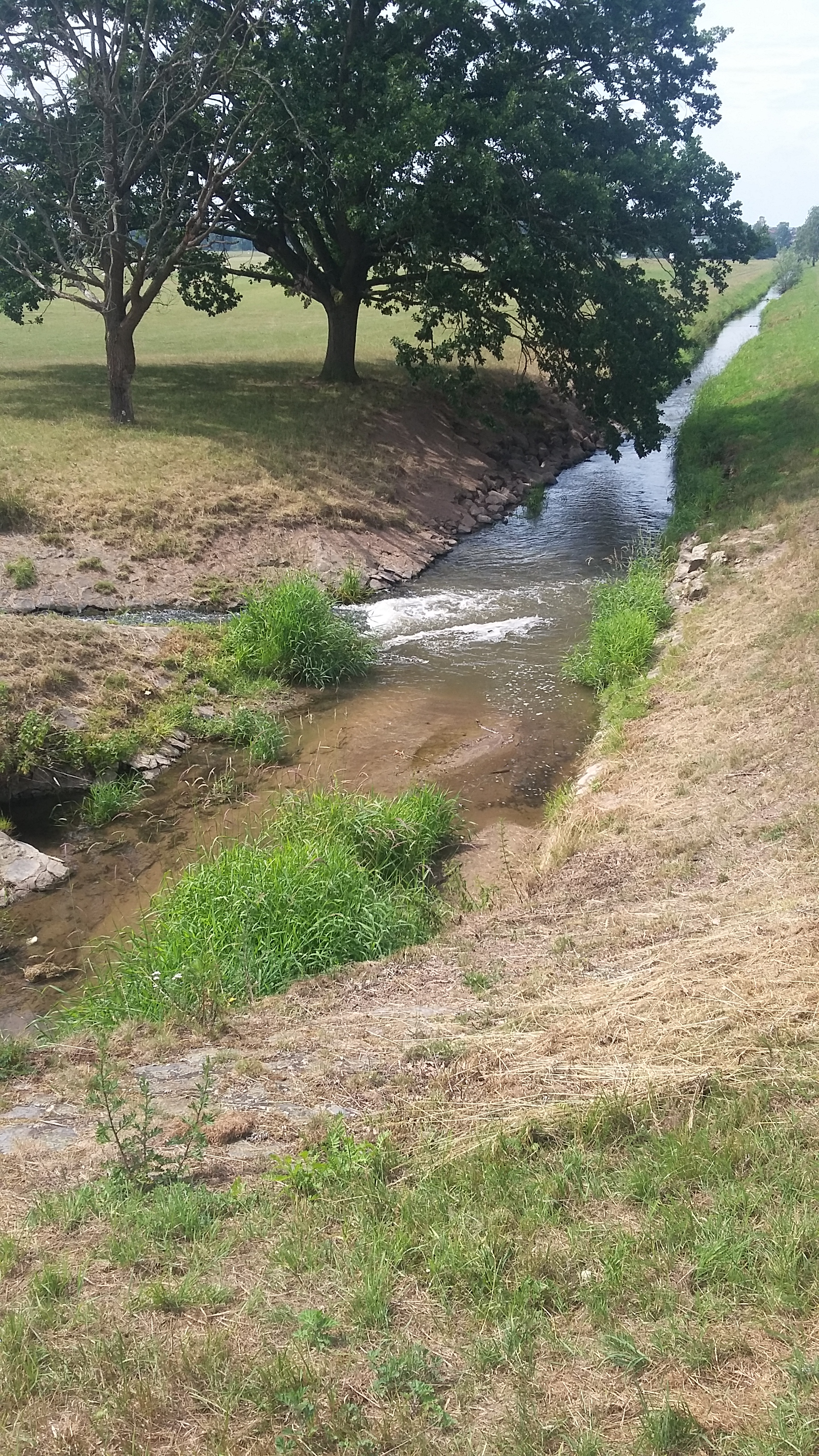
Der Grenzebach mündet von Norden kommend in die nach Westen abknickende Schwalm
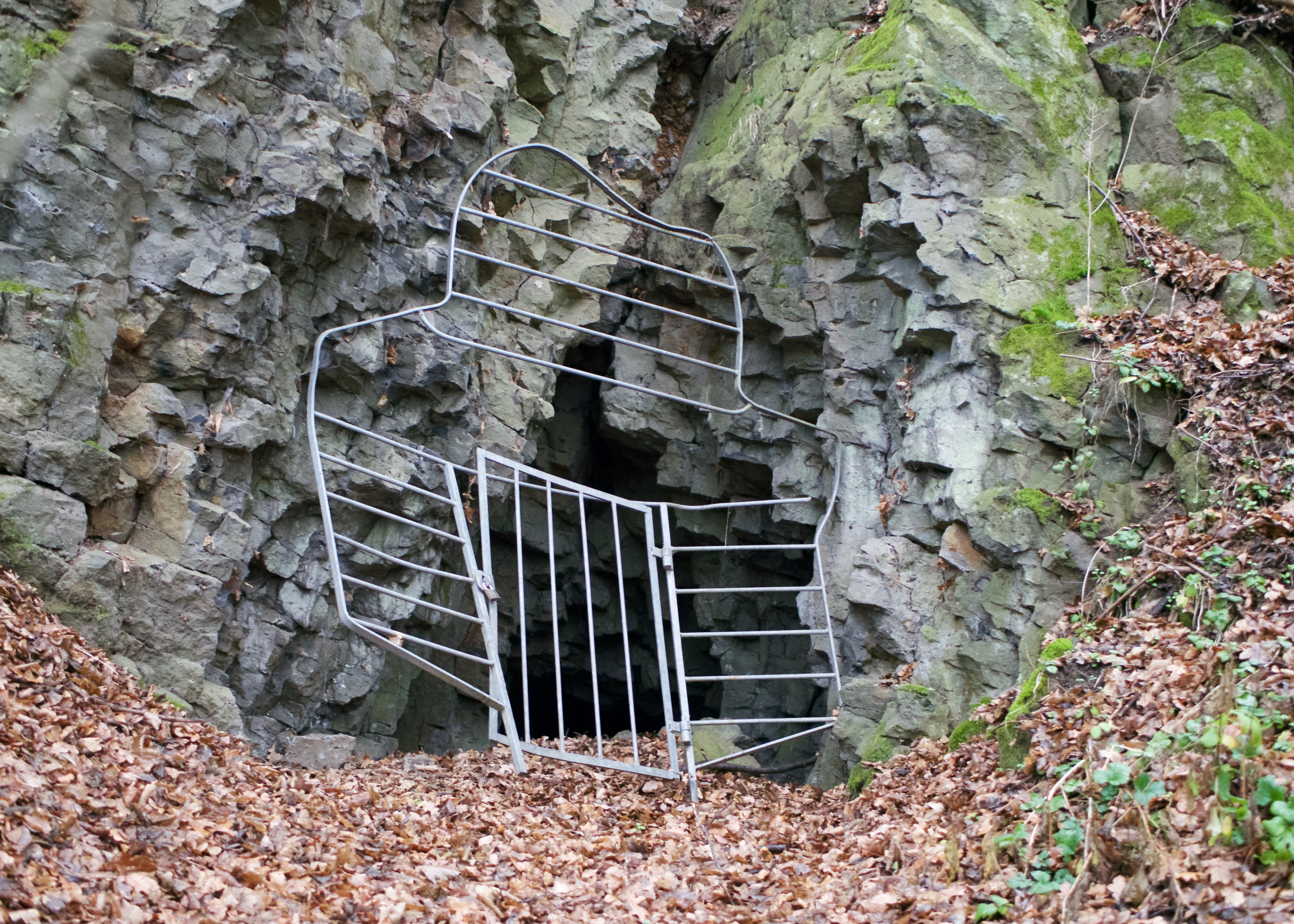
Das Wichtelloch am Grenzebach